# Kuglvajt (Praha)
Kuglvajt je jméno zaniklého hradu na území Prahy. Zřejmě byl majetkem plaského kláštera, což by vysvětlovalo, proč byl v dokumentech zmíněn jen jednou. Stalo se tak v roce 1387 při lokalizaci vinice. 
Neví se, kde přesně hrad stál. Většinou se předpokládá jeho poloha v Košířích. A. Sedláček hrad umisťuje na horu s přírodní památkou Skalka: „Pokud svědčí o něm skrovné paměti a povaha krajiny, nelze ho jinde hledati, než na hoře ležící za Košíři západně od Skalky a Budňanek, vpravo od silnice k Motolům vedoucí.“ Naopak F. Vacek považuje věž, zmiňovanou ještě v roce 1452, za zbytek dřívějšího viničního letohrádku a Kuglvajt považuje za pomístní název.